# Station Tornio-Noord
Station Tornio-Pohjoinen (code: Top) was een spoorwegstation binnen het gebied van de stad Tornio in noord Finland. Het station lag even ten noorden van Spoorwegstation Tornio. Station is een ruim begrip, het was meer een halteplaats. Het station lag aan het deeltraject Kemi – Kolari.
Het stationnetje lag op een haast onmogelijke plek om te bereiken, men moest een aantal sporen oversteken om er te kunnen komen; kaartverkoop vond plaats in het station Tornio, dat al jaren geen personenvervoer meer behandelde. Het station is in 2008 vervangen door spoorwegstation Tornio Oost, wellicht mede om in de toekomst een betere aansluiting te krijgen op de Haparandalijn uit Zweden; Tornio is de grensplaats met Zweden.
Het station heeft personenvervoer geregeld van 21 januari 1986 tot 3 mei 2004.